# لودفيغ كريمر
لودفيغ كريمر (بالألمانية: Ludwig Krämer)‏ هو قاضي ألماني، ولد في 1939.